# Den underbara historien om Henry Sugar (film)
Den underbara historien om Henry Sugar (originaltitel: The Wonderful Story of Henry Sugar) är en amerikansk äventyrs- och komedifilm som hade premiär på Netflix den 27 september 2023. Filmen är regisserad av Wes Anderson, och baserad på Roald Dahls novellsamling med samma namn.

## Handling
Filmen kretsar kring titelkaraktären som på en läkarmottagning ser en medicinsk journal om en man från Indien som har förmågan att se utan ögon. Henry, som inte arbetat en dag i sitt liv, ser möjligheten att tjäna stora pengar på att lära sig hur.

## Rollista (i urval)
- Benedict Cumberbatch – Henry Sugar
- Ralph Fiennes – Roald Dahl
- Dev Patel
- Ben Kingsley
- Rupert Friend
- Richard Ayoade